# 大村文武
大村 文武（おおむら ふみたけ、1934年3月24日 - ）は、日本の俳優。東京市小石川区出身。本名同じ。

## 来歴
1956年に明治大学文学部演劇科を卒業し、東映ニューフェイスの第3期生となる。同期には里見浩太朗・桜町弘子・大川恵子らがいた。主演作は『月光仮面』シリーズのみで、1966年に退社。フリーとなりテレビドラマへ進出。悪人役をメインとした。その後は群馬県でスナック・喫茶店等を経営し、1989年には村西とおる率いるダイヤモンド映像でAV監督として活動した。
2013年に発売された『'60年代 蘇る昭和特撮ヒーロー』では連絡先不明としており、消息は明らかになっていない。

## エピソード
- 東映入社当初は1年近く役がつかなかったが、撮影所で胃痛で苦しんでいたところを美空ひばりに胃薬をもらったのが縁で、美空の主演作に出演するようになった[2]。
- 『月光仮面』では、大村の提案により股間を強調する特注のカップがタイツに入れている[2]。

## 出演作品

### 映画
- 青い海原 （1957年) ※デビュー作[2][1][3]
- 警視庁物語　夜の野獣 （1957年)
- 娘十八御意見無用 （1958年)
- 警視庁物語　七人の追跡者 （1958年)
- 警視庁物語　魔の伝言板 （1958年)
- 母と拳銃 （1958年)
- 月光仮面シリーズ （1958 - 1959年） - 月光仮面[5] / 祝十郎
- 東京べらんめぇ娘 （1959年）
- 海のGメン 暁の急襲隊 （1959年）
- 高度7000米 恐怖の四時間 （1959年）
- リスとアメリカ人 廃墟の銃声 （1959年）
- 拳銃を磨く男 あの女を殺せ （1959年）
- 天下の快男児 万年太郎 （1960年）
- 警視庁物語 深夜便十三〇列車 （1960年） - 岡崎
- 特ダネ三十時間 白昼の脅迫 女の牙 （1960年） - 石崎三郎
- 男の挑戦 （1960年） - 竜洪全
- すべて公天使 （1960年）
- 殴るつける十代 （1960年）
- 秘密 （1960年）
- 拳銃を磨く男 呪われた顔 （1960年）
- 俺から行くぞ （1960年）
- 拳銃を磨く男 深夜の死角 （1960年）
- おれたちの白昼 （1960年）
- 警視庁物語 聞き込み （1960年）
- 不死身の男 （1960年）
- 東から来た流れもの （1960年）
- 悪魔の札束 （1960年）
- 野獣の眼 （1960年）
- 砂漠を渡る太陽 （1960年）
- 白い粉の恐怖 （1960年）
- 海底の挑戦者 （1960年）
- 嵐の中の若者たち （1960年）
- 生き抜いた十六年 最後の日本兵 （1960年）
- 不良少女 （1960年）
- 大いなる驀進（1960年）
- 姿なき暴力 （1960年）
- 億万長者 （1960年）
- 警視庁物語 不在証明 （1961年）
- 警視庁物語 十二人の刑事 （1961年）
- 万年太郎と姉御社員 （1961年）
- 暗黒街最後の日（1962年）
- 柔道一代 （1963年） - 与那嶺拳心
- 殺人鬼の誘惑 （1963年） - 平峰典三郎
- 真田風雲録 （1963年） - 木村長門守重成
- 警視庁物語 行方不明 （1964年）
- 夢のハワイで盆踊り（1964年） - 立花宏
- 可愛いくて凄い女（1966年） - 榊吾郎
- 浪曲子守唄 （1966年） - 若杉
- 人妻椿（1967年）

### テレビドラマ
- 天下の暴れん坊 猿飛佐助 （1961年）
- 特別機動捜査隊
- 悪魔のようなすてきな奴 （1964年）
- 素浪人 月影兵庫
  - 第1シリーズ 第9話「月は見ていた」（1965年） - 三好新介
  - 第2シリーズ 第17話「河童が夢を描いていた」（1967年） - 平田源三郎
  - 第2シリーズ 第43話「空前絶後の敵だった」（1967年） - 青木兵助
- 黄色い風土 （1965年）
- 判決 (1965年、163話）
- 大岡政談 池田大助捕物帳 (1966年、10話）
- 銭形平次 （1966年（4話）、1970年（236話））
- 三匹の侍 第4シリーズ 第14話「新宿七福神」（1967年） - 神保主馬
- 七つの顔の男（1967年）
- 平四郎危機一発 （1968年）
- プレイガールシリーズ（12ch）
  - プレイガール
    - 第11話「女の武器は小麦肌」（1969年）
    - 第66話「女は濡れ場で強くなる」（1970年）

  - プレイガールQ
    - 第66話「人妻売春組織」（1976年） - 岡部
- 大奥 （1969年、14話〜16話） - 徳川家宣
- ブラックチェンバー（1969年）
- 特命捜査室（1969年）
- フラワーアクション009ノ1  第7話「フランシーヌへ愛をこめて」（1969年） - リカルド原田
- 五番目の刑事  第18話「燃えろ! 悪魔の女」（1970年） - 森川
- 必殺シリーズ（松竹 / ABC）
  - 必殺仕掛人 第17話「花の吉原 地獄の手形」（1972年） - 斧吉
  - 必殺仕置人 第6話「塀に書かれた恨み文字」（1973年） - 新田内膳
- 水戸黄門 第4部 第24話「牢破り-石巻-」（1973年） - 早坂弥平次
- 破れ傘刀舟悪人狩り
  - 第48話「華麗なる復讐」（1975年） - 田宮
  - 第76話「帰らざる烙印」（1976年） - 鬼頭玄蕃
  - 第88話「百年目の逃亡者」（1976年） - 本多豊後守
  - 第96話「怒涛佐渡の嵐 前編」（1976年） - 楠原唐八郎
  - 第110話「天保ねずみ小僧異聞」（1976年） - 伝三郎
  - 第129話「御狩場絶唱」（1977年） - 御鷹同心支配・村田重三郎
- 長崎犯科帳 第18話「忠四郎危機一髪」（1975年） - 旗持剣吾
- 俺たちの勲章 （1975年、17話） - 船越達夫
- ザ★ゴリラ7 第10話 （1975年）
- 太陽にほえろ! 第176話「狼の街」 （1975年） - 尾山秘書
- 非情のライセンス 第2シリーズ 第65話「兇悪のさんげ」（1976年） - 金井五郎
- 大江戸捜査網 （12ch / 三船プロ）
  - 第228話「芸者殺しの罠」（1976年） - 与力・松川軍兵衛
  - 第261話「悲しき泥棒稼業」（1976年） - 道場主・細川軍太夫
  - 第277話「仇討ち女三味線」（1977年） - 医師・向井幸順
- 伝七捕物帳 第125話「証拠の品は鬢の中」（1976年、NTV） - 栗崎一平太
- ジャッカー電撃隊 第8話「6ターゲット!! 爆発する花」（1977年、ANB） - クライムボス
- 破れ奉行 （1977年）
  - 第8話「長崎から来た女」 - 鳥見平蔵
  - 第16話「隼人よ静かに死ね」 - 川田安兵衛
- 特捜最前線 （1978年、44話）
- 大都会 PARTII （1978年）
  - 第42話「赤い命を奪還せよ」
  - 第48話「狙われた刑事」
- 幻之介世直し帖 第2話「はやぶさが助けたおしどり瓦版」（1981年、NTV / 国際放映） - 勘定奉行・中山典膳